# USS Pinckney (DDG-91)
USS Pinckney (DDG-91) — ескадрений міноносець КРО типу «Арлі Берк» ВМС США. Сорок перший корабель цього типу в складі ВМС, будівництво яких було схвалене Конгресом США.

## Будівництво
Корабель був закладений 16 липня 2001 року, на корабельні компанії Ingalls Shipbuilding, розташованої в Паскагулі, штат Міссісіпі. Спущений на воду 26 червня 2002 року. Введено в експлуатацію 29 травня 2004 року. Місцем базування корабля є військово-морська база в Сан-Дієго, штат Каліфорнія.
Восени 2023 року пройшов капітальний ремонт і модернізацію під час якої першим з кораблів типу «Арлі Берк» отримав систему радіоелектронної боротьби AN/SLQ-32(V)7 Surface Electronic Warfare Improvement Program (SEWIP) Block III.

## Назва
Корабель названий на честь американського офіцера- кухаря першого класу Вільяма Пінкні (1915—1976)  який отримав військово-морський хрест за мужній порятунок члену екіпажу на борту авіаносця Enterprise (CV-6) під час битви біля островів Санта-Крус .  

## Бойова служба
USS Pinckney здійснив своє перше розгортання у вересні 2005 року. Під час цього розгортання він здійснив візити в порти Гуаму, Сінгапуру, Австралії, Фіджі та Гаваїв.
8 березня 2014 року Пінкні було перенаправлено з навчальної місії в Південнокитайське море, до південного узбережжя В'єтнаму, щоб допомогти знайти зниклий рейс 370 авіакомпанії Malaysia Airlines .
16 травня 2020 року есмінець перехопив в Карибському морі судно з контрабандним вантажем кокаїну
15 липня 2020 року, есмінець керуючись міжнародним правилом свободи судноплавства, зробив транзит через самовільно встановлену режимом Мадуро (Венесуела) трьохмільную зону, яка простягається понад 12-мильної зони територіального моря Венесуели і є зоною її підвищених інтересів.